# Gwent: The Witcher Card Game
Gwent: The Witcher Card Game (polsky Gwint: Wiedźmińska Gra Karciana) je digitální sběratelská karetní hra vyvinutá a vydaná společností CD Projekt. V roce 2018 byla vydána zdarma pro platformy Microsoft Windows, PlayStation 4, a Xbox One, roku 2019 pro iOS, roku 2020 pro Android a v roce 2021 pro macOS. Videohra vychází ze stejnojmenné karetní hry, která se objevila v Sapkowského Zaklínači a videohře Zaklínač 3: Divoký hon.
Ve hře bylo od jejího vydání uvedeno sedm rozšíření, jež do ní přidávají nové tematické karty. Jedná se o rozšíření Crimson Curse (březen 2019), Novigrad (červen 2019), Iron Judgment (říjen 2019), Merchants of Ofir (prosinec 2019), Master Mirror (červen 2020), Way of the Witcher (listopad 2020), a Price of Power, které je rozděleno na tři samostatné rozšíření Once Upon a Pyre (květen 2021), Thanedd Coup (srpen 2021) a Harvest of Sorrow (říjen 2021).
Samostatná kampaň pro jednoho hráče, vytvořená na bázi karetní hry Gwent, vyšla v roce 2018 pod názvem Thronebreaker: The Witcher Tales. V roce 2022 by mělo vyjít podobné samostatné rozšíření zvané Golden Nekker.